# Arc tercelet

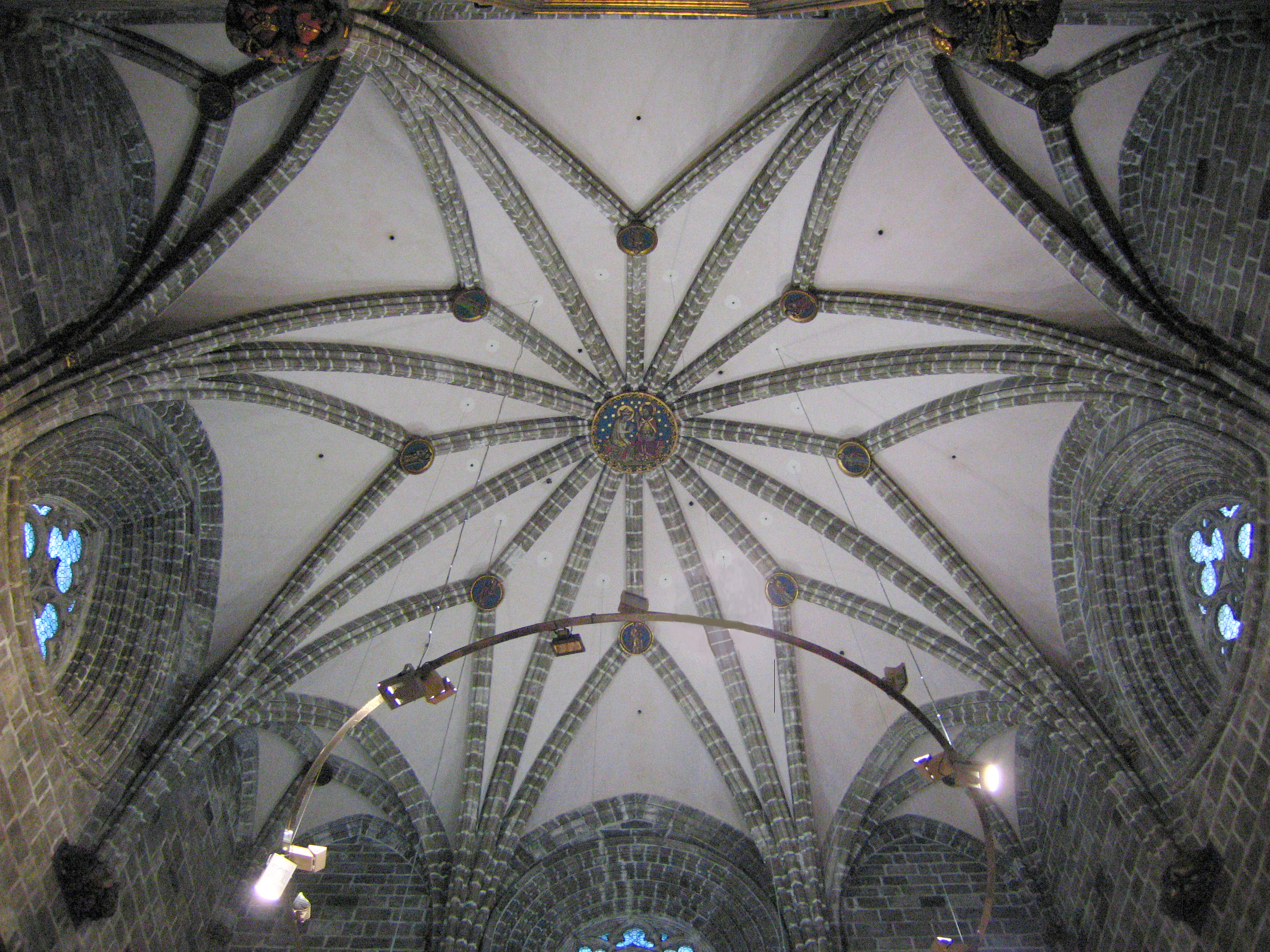
Volta de creueria de huit nervis de la Capella del Sant Calze de la Seu de València, amb vint-i-quatre arcs secundaris o tercelets

Un arc tercelet és, en una volta estrellada, un arc secundari o terciari que ix del mateix punt que els arcs diagonals i que forma un angle amb aquests, per apuntalar-los. Es van utilitzar per primera vegada en voltes a la catedral de Lincoln, un dels principals exemples del gòtic anglès antic, cap al 1200.